# Зейн Пун
Зейн Пун (бірм. ဇိတ်ပွန်, монська သၟိင်ဇိပ်ပွန်; 26 травня 1295 — 1330) — 5-й володар-узурпатор монської держави Гантаваді у квітні 1330 року.

## Життєпис
Походив з родини простолюдинів. Народився 1295 року в селі Атавгана. У дитинстві залишив своє батьківщину і поступив на службу до Мін Бала, намісника М'яунгм'ї. Невдовзі опинився в почті сина останнього Со Зейна, з яким затоваришував. Саме останньому факту завдячував подальшій кар'єрі. 1323 року Со Зейн посів трон Гантаваді, призначивши Зейн пуна командиром гвардії у 500 шанських вояків. Брав разом з правителем в усіх кампаніях в долині річки Іраваді.
До 1330 року Зейн Пун став впливовою фігурою. Він побудував собі великий маєток, оточений садом і ровом. Водночас Со Зейн внаслідок поразок від Сукхотай і Пінья втрачав авторитет у війську. У квітні або травні 1330 року він запросив волоадря на церемонію новосілля в нову свою резиденцію та наказав своїм людям убити того, коли він увійшов до будинку. За цим Зейн Пун захопив трон, прийнявши тронне ім'я Дейббан Мін.
Знать та правляча династія не сприйняли цього. Удова загиблого царя Санда Мін Хла зуміла втекти на північ, де зібрала війська. Водночас в Мантабані відбувся заколот на чолі із командувачем Сіт Тінг'яном, внаслідок чого Зейн пуна було повалено й страчено. Згідно хронік він панував 7 днів. Новим правителем став Со Е, небіж Со Зейна.